# Židovská obec ve Starém Městě pod Landštejnem
Židovská obec ve Starém Městě pod Landštejnem (německy Alststadt) v Jižních Čechách v jindřichohradeckém okrese, je jednou z nejstarších židovských obcí v Jihočeském kraji.  

## Historie

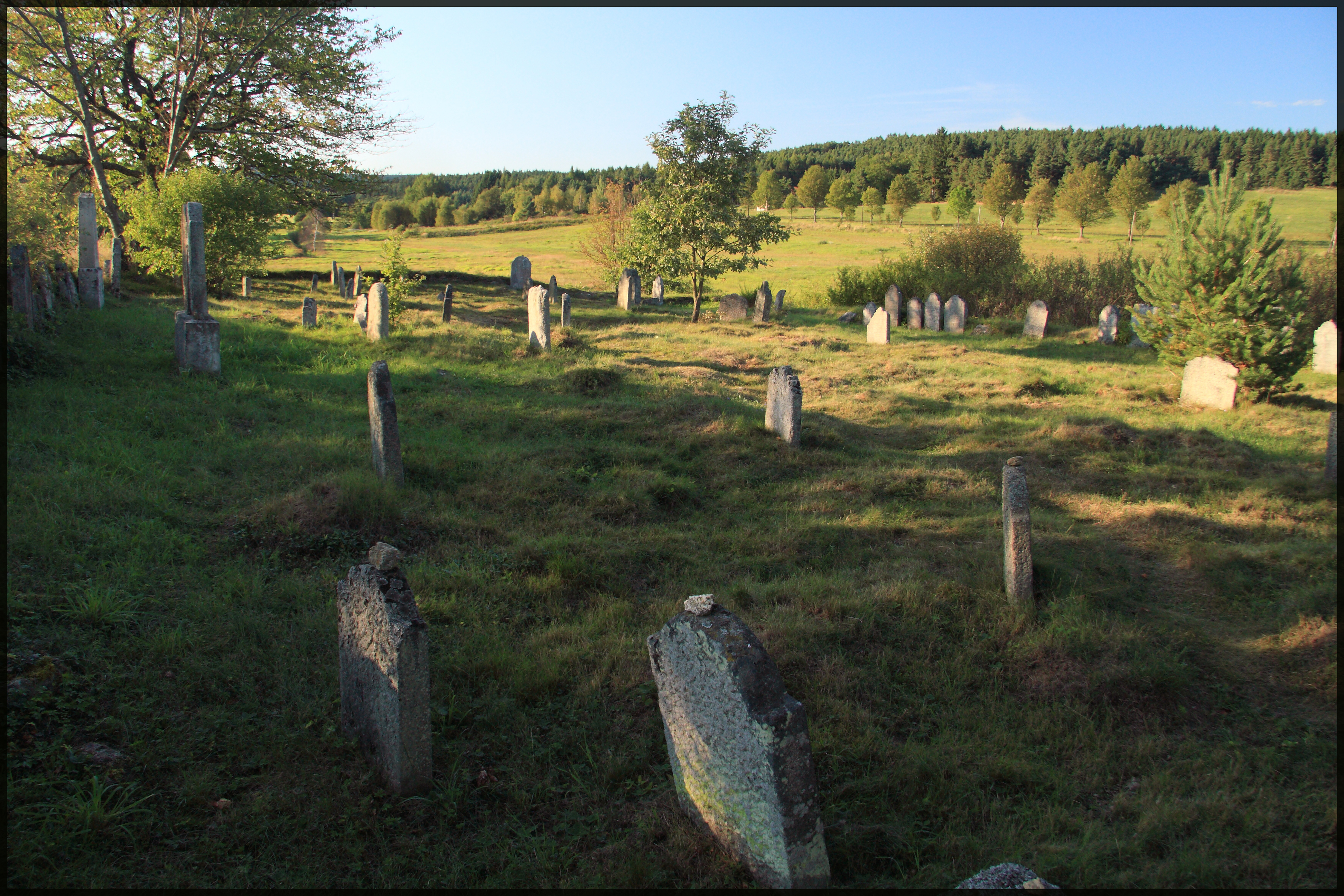
Židovský hřbitov ve Starém Městě pod Landštejnem

Nachází se zde také židovský hřbitov, jehož nejstarší hrobka pochází z roku 1621. 
Na počátku 19. století žilo ve Starém Městě 20 až 25 židovských rodin. Od roku 1850 však obec opouštělo stále více židovských rodin až nakonec zdejší židovská komunita v 90. letech 19. století zanikla. 
Kolem roku 1925 ve Starém Městě žily již jen čtyři židovské rodiny. Zatímco židovský hřbitov stále existuje, synagoga byla zbořena pravděpodobně na konci 30. let 20. století. 